# Гаршин, Василий Павлович
Василий Павлович Гаршин (1899—1978) — советский военачальник, генерал-майор (06.12.1942), полковой комиссар, член Военного совета 9-й саперной армии (17.11.1941—13.02.1942), член Военного совета 1-й Ударной армии (13.02.1942—09.05.1945). Участник Гражданской, Великой Отечественной войны.

## Биография
Василий Павлович Гаршин родился в 1899 году в г. Юрьевец Ивановской области.
Участник Гражданской и Великой Отечественной войн., в Красной Армии с 1918 года.
с 1935-го по 1937 гг. полковой комиссар 12 механизированного полка.
13 марта 1938 года награждён орденом Красной Звезды.
С 20 марта 1941 года по 19 сентября 1941 года полковой комиссар 69-го стрелкового корпуса.
С 19 сентября 1941 года по 27 октября 1941 года полковой комиссар 73-й стрелковой дивизии.
С 20 октября 1941 года по 6 ноября 1941 года полковой комиссар 18-й стрелковой дивизии.
С 17 ноября 1941 года по 13 февраля 1942 года член Военного Совета 9-й саперной армии.
6 декабря 1942 года повышен в звании до генерал-майора.
17 апреля 1943 года награждён орденом Отечественной войны I степени.
23 августа 1944 года за образцовое выполнение особых заданий Верховного Главного Командования Красной Армии в период Отечественной войны указом Президиума ВС СССР награждён орденом Красного Знамени.
3 ноября 1944 года за выслугу лет в Красной Армии награждён орденом Красного Знамени.
21 февраля 1945 года награждён орденом Ленина.
С 13 февраля по 9 сентября 1945 года член Военного Совета 1-й Ударной армии.
9 мая 1945 года награждён медалью «За победу над Германией в Великой Отечественной войне 1941–1945 гг.»
29 июня 1945 года награждён орденом Кутузова II степени.
24 июня 1948 года награждён орденом Красного Знамени в третий раз.
С июля 1950 по ноябрь 1953 года — член Военного совета Южно-Уральского военного округа.
Уволен в отставку в 1956 году.
Скончался в 1978 году.

## Награды
- Орден Красной Звезды (14.03.1938)
- Орден Красного Знамени (23.08.1944)
- Орден Красного Знамени (03.11.1944)
- Орден Красного Знамени (24.06.1948)
- Орден Ленина (21.02.1945)
- Орден Отечественной войны  I степени (17.04.1943)
- Орден Кутузова II степени (29.06.1945)
- Медаль «За победу над Германией в Великой Отечественной войне 1941—1945 гг.» (09.05.1945)